# Drzewce (Osiek Mały)
Pour les articles homonymes, voir Drzewce.
Drzewce est une localité polonaise de la gmina rurale d'Osiek Mały, située dans le powiat de Koło en voïvodie de Grande-Pologne. Elle se situe à environ 10 kilomètres au nord de la ville de Koło et 115 kilomètres à l'est de Poznań, la capitale régionale. 